# ベアー福田
ベアー福田（ベアーふくだ、1982年6月27日 - ）は、日本のプロレスラー。本名：福田 貴泰（ふくだ たかやす）。

## 経歴
2003年2月22日、闘龍門の10期生として対村上学（現：卍丸）戦において本名でデビュー。闘龍門Ｘ所属となり、リングネーム福田貴泰を経てマンゴー福田に改名して南野たけし（現：南野タケシ）とパイナップル華井（現：Ken45°）とのユニット「ロス・サルセロス・ハポネセス」を結成。日本での主戦場を、みちのくプロレスに移してヒール軍団として暴れる。
2005年、南野と華井がグループ内で抗争。まとめ役として仲直りさせようと四苦八苦。
2006年、華井がグループ離脱。その後、みちのくではスポット参戦。プロレスリングElDoradoにて突如乱入して「俺にも試合させてくれ」と直訴してキングポコタと対戦。リングネームを正式にベアー福田に改名。その後、温厚だったファイトスタイルから熊のようなワイルドファイトを身上とする。7月、エルドラドにて大谷晋二郎と、10月には田上明とシングルマッチを行った。DDTプロレスリングではポコ高梨の用心棒役。いつのまにかいなくなったが、蛇人間・ベアー福蛇として復帰。
2007年、明るく激しく楽しいプロレスに基づき、蛇界軍団をフルーツ軍団にしてリングネームをマンゴー福蛇へ、コスチュームをサルセロス時代のものにしてDDTで暴れる。
2008年、ドラディションへ定期的に参戦して長井満也が率いる反乱軍へ加入。エルドラドが活動停止。
2009年、フリーとしてドラディションを主戦場としている。
2011年、プロレスリングSECRET BASEの団体化に参加して所属となる。
2013年､めちゃイケのゲームコーナー
「めちゃギントン」に太リーマン役として出演
2017年、後縦靭帯骨化症と診断され、体調を見ながらスポット参戦を繰り返す。
2021年12月、再発のため治療に専念するため入院。車椅子生活を余儀なくされリハビリが続いたが、2023年2月に退院した。

## 得意技
ファイナルフラッシュ
デスバレーボム
リストクラッチデスバレーボム
プルプルベアー
キャタトニックと同型。
グランドサルサオート

## タイトル歴
- UWA世界6人タッグ王座
- 自由が丘広小路会認定6人タッグ王座
- STYLE-Eタッグ王座
- GWC認定タッグ王座
- CAPTAIN OF THE SECRET BASE無差別級王座
- CAPTAIN OF THE SECRET BASE無差別級タッグ王座